# Amazonischer Schwarzer Brüllaffe

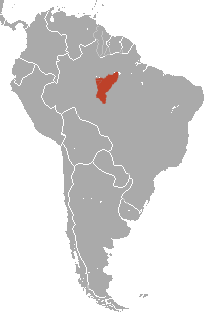
Verbreitungsgebiet

Der Amazonische Schwarze Brüllaffe (Alouatta nigerrima) – nicht zu verwechseln mit dem (Eigentlichen) Schwarzen Brüllaffen – ist eine Primatenart aus der Gattung der Brüllaffen innerhalb der Klammerschwanzaffen (Atelidae). Er lebt in Brasilien und zählt zu den am wenigsten bekannten Vertretern seiner Gattung.
Das Fell dieser Primaten ist schwarz gefärbt, sein Körperbau ist wie der aller Brüllaffen relativ stämmig. Der Schwanz ist als Greifschwanz ausgebildet, an der Unterseite befindet sich im hinteren Teil eine unbehaarte Stelle. Die Gliedmaßen sind lang und kräftig.
Amazonische Schwarze Brüllaffen leben in den brasilianischen Staaten Amazonas und Pará. Ihr Verbreitungsgebiet liegt hauptsächlich südlich des Amazonas zwischen dem Rio Madeira und dem Rio Tapajós. Sie sind Waldbewohner, die in tropischen Regenwäldern, aber auch anderen Waldtypen vorkommen.
Sie sind tagaktive Baumbewohner und leben in Gruppen. Diese setzen sich aus einem (selten zwei) Männchen, mehreren Weibchen und den dazugehörigen Jungtieren zusammen. Das für die Gattung typische Gebrüll erklingt vor allem am Morgen, es dient dazu, fremde Tiere auf den Aufenthaltsort der eigenen Gruppe und das eigene Revier hinzuweisen. Diese Tiere sind Pflanzenfresser, sie ernähren sich von Blättern, Früchten und Blüten.
Zwar leiden Amazonische Rote Brüllaffen wie viele andere waldbewohnende Tiere Südamerikas an der Zerstörung ihres Lebensraums und in geringem Ausmaß an der Bejagung, insgesamt ist die Art laut IUCN aber nicht gefährdet.